# Parafia Najświętszej Maryi Panny Matki Kościoła w Kurzeńcu
Parafia Najświętszej Maryi Panny Matki Kościoła w Kurzeńcu – rzymskokatolicka parafia znajdująca się w archidiecezji mińsko-mohylewskiej, w dekanacie wilejskim, na Białorusi.

## Historia
Według niektórych źródeł pierwszy kościół w Kurzeńcu został ufundowany w 1539 r. przez Jana Iwachno Michajłowicza. Inne źródła mówią o 1652 r. bądź 1665 r. jako dacie powstania pierwszej świątyni i parafii. W 1669 r. parafia znajdowała się w dekanacie świrskim diecezji wileńskiej. W 1674 r. w Kurzeńcu znajdował się mały drewniany kościół Niepokalanego Poczęcia NMP. 
W 1798 r. parafia została włączona do diecezji mińskiej, w 1803 r. należała do dekanatu wilejskiego. W 1809 r. kościół spłonął w pożarze miasteczka. W 1810 r. ks. Sulistrowski wybudował nową świątynię. W drewnianym kościele znajdowały się 3 ołtarze (główny Matki Bożej i boczne: Ukrzyżowania i św. Antoniego). Istniała kaplica w folwarku Horodyszcze. W 1842 r. przy kościele istniała plebania, budynki gospodarcze w folwarku wymagały remontu. Według niektórych źródeł w 1845 r. kościół został zamknięty i przekazany na cerkiew. Około 1855 r. w parafii posługiwali Bernardyni z Budsławia. Po kasacie kościoła organy zostały przeniesione do starego kościoła w Budsławiu. 
W latach 1856–1864 proboszczem był ks. Antoni Puzlewicz. W latach 1856–1860 wspomagał go wikariusz ks. Hipolit Punkiewicz. Staraniem Adolfiny Hurczyn i parafian kościół został odrestaurowany. Na terenie parafii znajdowała się kaplica w Horodyszczach. W 1864 r. zamknięto kaplicę w Klesinie (rozebrano ją w 1871 r.). 
W 1866 r. świątynia została zajęta przez władze carskie i przekazana na potrzeby kościoła prawosławnego. W 1872 r. dokonano przebudowy budynku na cerkiew. Parafia została dołączona do parafii w Kościeniewiczach. W dwudziestoleciu międzywojennym parafia została reaktywowana. W latach 1928–1934 proboszczem był ks. Walenty Jankowski. Kościół został przebudowany w 1928 r. Około 1950 r. kościół został zamknięty, a później zniszczony. 
W 2010 r. parafia została zarejestrowana pod wezwaniem NMP Matki Kościoła. Po połączeniu dwóch miejscowych kołchozów, państwo przekazało parafii budynek dawnego kołchozowego kantoru, wybudowanego na fundamentach zniszczonego kościoła. W latach 2012–2016 został on przebudowany na kościół i poświęcony przez arcybiskupa mińsko-mohylewskiego ks. Tadeusza Kondrusiewicza. 

## Demografia[8]
Liczba katolików, wiernych parafii, w poszczególnych latach. 

## Proboszczowie parafii[8]
| imię i nazwisko          | daty urzędowania |
| ------------------------ | ---------------- |
| Ks. Jan Milewski         | 1673 – 1674      |
| Ks. Andrzej de Gaunbach  | 1790 – 1805      |
| Ks. Tadeusz Sulistrowski | 1810             |
| Ks. Szymon Strumiłło     | 1842 – 1843      |
| Ks. Bazyli Iwanowski     | 1852             |
| Ks. Antoni Puzlewicz     | 1856 – 1864      |
| Ks. Walenty Jankowski    | 1928 – 1934      |
| Ks. Aleksander Baryło    | 2010 –           |

Galeria
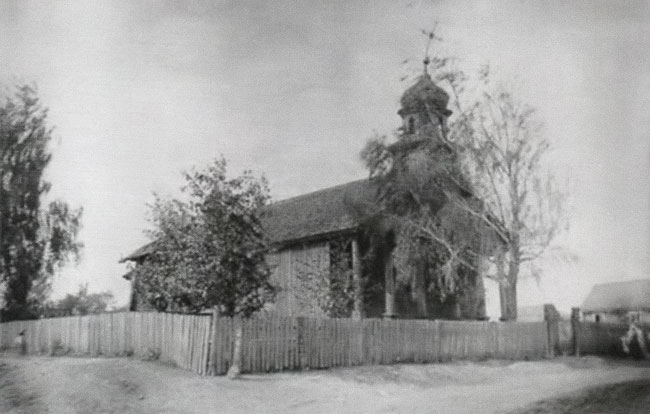
Kościół około 1900 r.
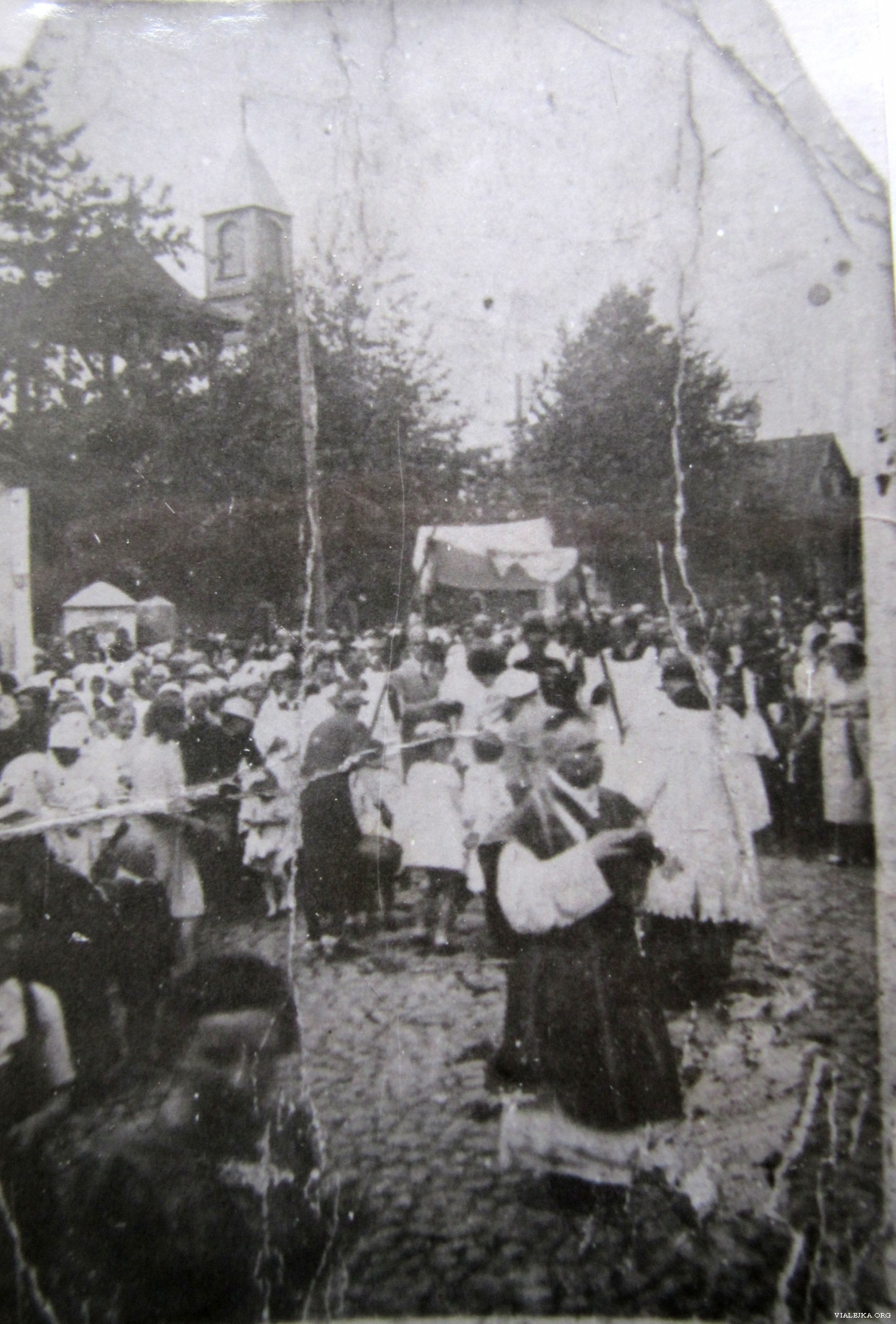
Na zdjęciu widoczna wieża kościoła w okresie dwudziestolecia międzywojennego, święto 3 maja